# John Hart (Schriftsteller)
John Hart (* 2. Oktober 1965 in Durham, North Carolina) ist ein US-amerikanischer Kriminalschriftsteller.

## Leben
Als Sohn eines Französischlehrers und einer Ärztin wuchs John Hart auf einer großen Farm in Durham auf. Später zog er in das Rowan County, die literarische Vorlage für das fiktionale „Raven County“, Hauptschauplatz seiner ersten Romane. Er studierte französische Literatur am Davidson College. Im weiteren Verlauf absolvierte er Studiengänge in Finanzwirtschaft und Jura, arbeitete bei einer Bank, dann als Börsenmakler, als Barkeeper in London und eröffnete letztlich eine eigene Anwaltskanzlei. Diese gab er auf, um seinen Traum zu verwirklichen und Schriftsteller zu werden. Sein erster Roman The King of Lies (deutsch: Der König der Lügen) erschien 2006 und wurde gleich ein sensationeller Erfolg. In der Kategorie „Bester Erstlingsroman“ nominierten ihn gleichzeitig fünf bedeutende amerikanische Krimi-Autorenvereinigungen und -Magazine für den Edgar Award, den Anthony Award, den Barry Award, den Macavity Award und den Gumshoe Award. Auch sein zweiter und dritter Roman wurden für renommierte Preise nominiert und ausgezeichnet.
John Hart lebt mit seiner Frau und seinen beiden Töchtern im Rowan County in North Carolina. 2013 wurde ihm der North Carolina Award für seine Verdienste im Bereich Literatur verliehen.

## Auszeichnungen
- 2008 Edgar Allan Poe Award - Kategorie Bester Roman für Down River (deutsch: Der dunkle Fluss. C. Bertelsmann, München 2009)
- 2009 Ian Fleming Steel Dagger der britischen Crime Writers' Association (CWA) für The Last Child (deutsch: Das letzte Kind. C. Bertelsmann, München 2010)
- 2010 Edgar Allan Poe Award - Kategorie Bester Roman für The Last Child (deutsch: Das letzte Kind. C. Bertelsmann, München 2010)
- 2010 Barry Award - Kategorie Bester Roman für dto.

## Werke
- The King of Lies. Thomas Dunne Books, New York 2006.
  - Der König der Lügen. deutsch von Rainer Schmidt. C. Bertelsmann, München 2007, ISBN 978-3-570-00943-7.
- Down River. Thomas Dunne Books, New York 2007.
  - Der Dunkle Fluss. deutsch von Rainer Schmidt. C. Bertelsmann, München 2009, ISBN 978-3-570-01032-7.
- The Last Child. Minotaur Books, New York 2009.
  - Das letzte Kind. deutsch von Rainer Schmidt. C. Bertelsmann, München 2010, ISBN 978-3-570-10037-0.
- Iron House. Thomas Dunne Books, New York 2011.
  - Das eiserne Haus. deutsch von Rainer Schmidt. C. Bertelsmann, München 2012, ISBN 978-3-570-10119-3.
- Redemption Road. Thomas Dunne Books, New York 2016.
  - Redemption Road - Straße der Vergeltung. deutsch von Rainer Schmidt. C. Bertelsmann, München 2017, ISBN 978-3-570-10310-4.
- The Hush. St. Martin’s Press, New York 2018.